# Lapang (dorp)
Lapang is een bestuurslaag in het regentschap Aceh Barat van de provincie Atjeh, Indonesië. Lapang telt 4661 inwoners (volkstelling 2010).